# Доктор юриспруденции

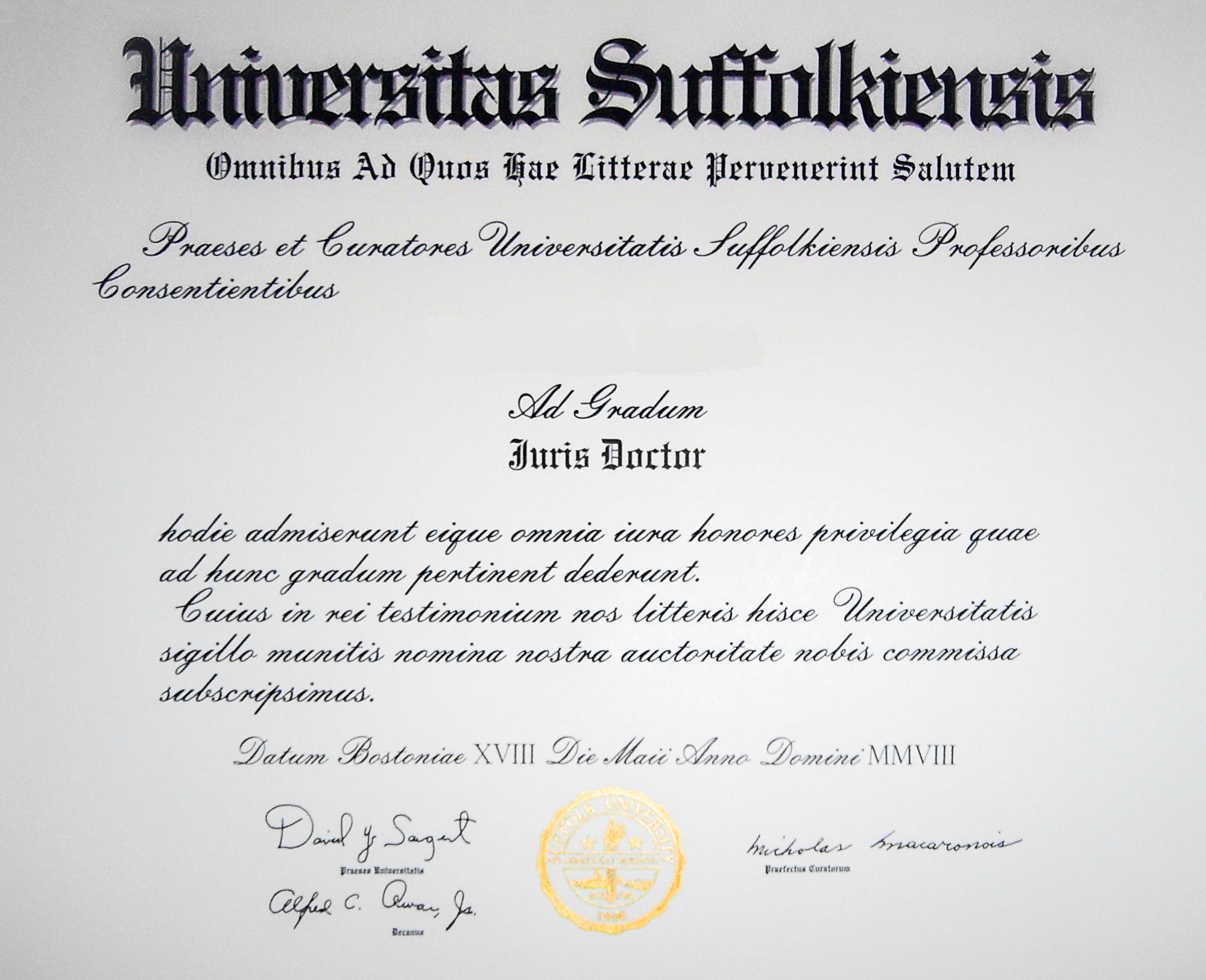
Пример диплома Юридический факультет Университета Саффолк в Бостоне (штат Массачусетс, США), о присвоении степени доктора юриспруденции

Доктор юриспруденции (англ. Juris Doctor, J.D, JD, D.Jur. или DJur) — профессиональная степень в области юриспруденции для выпускников юридических школ и факультетов и одна из нескольких степеней доктора права. Она является стандартной степенью, получаемой для занятия юридической практикой в Соединённых Штатах, поскольку на уровне бакалавриата не существует «юридической степени». В Соединённых Штатах, а также в Австралии, Канаде и некоторых других странах общего права, степень J.D. присваивается по окончании юридической школы.
В США она имеет академический статус профессиональной докторской степени (в отличие от научной докторской степени), где Национальный центр статистики образования (NCES, Министерство образования США) прекратил использование термина «первая профессиональная степень» после сбора данных за 2010—2011 годы и теперь использует термин «докторская степень — профессиональная практика». Она имеет академический статус степени магистра в Австралии и степени бакалавра второго уровня в Канаде. Во всех трёх юрисдикциях она имеет такой же статус, как и другие профессиональные степени, например, степень бакалавра права, а также M.D. / D.O. или D.D.S. / D.M.D. — степени, необходимые для того, чтобы стать практикующим врачом или стоматологом, соответственно. Хотя в Соединённых Штатах бакалавр права (LL.B.) был переименован в J.D., более высокие требования к образованию делают J.D. выше LL.B. Более того, в некоторых юрисдикциях США LL.B. не считается достаточным для регистрации на экзамен по адвокатуре.
Эта степень была впервые присуждена в США в начале XX века и была создана как современная версия старых европейских степеней доктора права, таких как Dottore in Giurisprudenza в Италии и Juris Utriusque Doctor в Германии и Центральной Европе. Возникшая в XIX веке в результате Гарвардского движения за научное изучение права и впервые названная LL.B., эта степень в большинстве юрисдикций общего права является основной профессиональной подготовкой для юристов. Традиционно она предполагает трёхлетнюю программу, хотя некоторые юридические школы США предлагают 2,5-годичную ускоренную программу, по которой студенты проходят курсы в течение двух дополнительных летних семестров. Правила ABA не позволяют получить аккредитованную степень доктора права менее чем за 2,5 года. LL.B. была заменена степенью доктора права в США в конце XX века.
Для получения полного права заниматься юридической практикой в судах того или иного штата США большинство лиц, имеющих степень J.D., должны сдать экзамен на адвоката. Однако штат Висконсин разрешает выпускникам двух своих юридических школ заниматься юридической практикой в этом штате и в судах штата без сдачи экзамена на адвоката — такая практика называется «привилегия диплома» — при условии прохождения всех курсов, необходимых для получения привилегии диплома. Сдача дополнительного адвокатского экзамена не требуется от адвокатов, имеющих право практиковать хотя бы в одном штате США, для практики в некоторых (но не во всех) федеральных судах. Однако адвокаты должны быть приняты в коллегию адвокатов федерального суда, прежде чем они будут допущены к практике в этом суде. Приём в коллегию адвокатов федерального окружного суда включает приём в коллегию адвокатов связанного с ним суда по делам о банкротстве. Патентные суды, однако, требуют наличия специализированной «Патентной коллегии адвокатов». Для того чтобы претендовать на членство в патентной коллегии, заявитель должен иметь учёную степень, специализирующуюся в определённых научных областях, одной лишь степени доктора юридических наук недостаточно.

## Этимология и аббревиатуры
В Соединённых Штатах Америки профессиональная степень доктора права может присваиваться на латинском или английском языках как Juris Doctor (иногда на латинских дипломах указывается в винительном падеже Juris Doctorem), а на некоторых юридических факультетах Doctor of Law (J.D. или JD), или доктор юриспруденции (также сокращенно JD или J.D.). «Juris Doctor» буквально означает «учитель права», а латинское название «Doctor of Jurisprudence» — Jurisprudentiae Doctor — буквально означает «учитель юридических знаний».
J.D. не следует путать с Doctor of Laws или Legum Doctor (LLD или LL.D.). В учебных заведениях, где можно получить эту степень, например, в Кембриджском университете (где она называется «доктор права», хотя и сохраняется аббревиатура LL.D.) и многих других британских учебных заведениях, она является высшей научной докторской степенью, представляющей существенный вклад в данную область в течение многих лет — стандарт профессионального опыта, превышающий тот, который требуется для получения докторской степени, и академических достижений, значительно превышающих профессиональную степень, такую как J.D. В Соединённых Штатах LL.D. неизменно является почётной степенью.

## Исторический контекст

### Происхождение степени юриста
Первый университет в Европе, Болонский университет, был основан как школа права четырьмя известными учеными-юристами в XI веке, которые были студентами школы глоссаторов в этом городе. Он послужил моделью для других юридических школ Средневековья и других ранних университетов, таких как Падуанский университет. Первыми учёными степенями, возможно, были докторские степени по гражданскому праву (doctores legum), а затем по каноническому праву (doctores decretorum); это были не профессиональные степени, а скорее свидетельство того, что их обладатели были допущены к преподаванию в университетах. В то время как в Болонье присваивались только докторские степени, подготовительные степени (бакалавр и лиценциат) были введены в Париже, а затем в английских университетах.

### История юридической подготовки в Англии

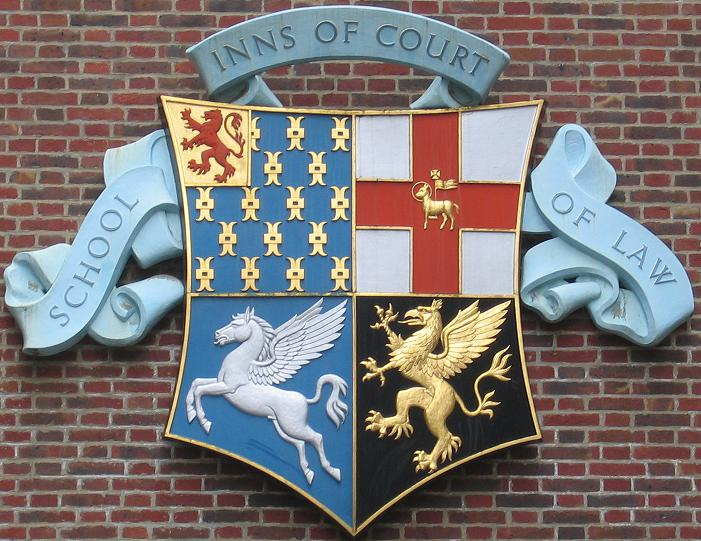
Лондонские судебные инны служили профессиональной школой для юристов в Англии

Природу J.D. можно лучше понять, рассмотрев контекст истории юридического образования в Англии. Преподавание права в Кембриджском и Оксфордском университетах велось в основном в философских или научных целях и не предназначалось для подготовки к юридической практике. В университетах преподавалось только гражданское и каноническое право (используемое в очень немногих юрисдикциях, таких как адмиралтейские и церковные суды), но не общее право, которое применялось в большинстве юрисдикций. Профессиональная подготовка к практике общего права в Англии осуществлялась в судебных иннах, но со временем функции обучения в иннах значительно сократились, и основным средством подготовки стало ученичество у отдельных практикующих юристов. Однако из-за отсутствия стандартизации обучения и объективных стандартов оценки этих стажировок роль университетов стала впоследствии играть важную роль в образовании юристов в англоязычном мире.
В Англии в 1292 году, когда Эдуард I впервые потребовал подготовки юристов, студенты просто сидели в судах и наблюдали, но со временем студенты стали нанимать профессионалов для чтения лекций в своих резиденциях, что привело к созданию системы судебных иннов. Первоначальный метод обучения в судебных иннах представлял собой смесь практики и лекций, похожих на судебные заседания, а также наблюдение за судебными процессами. К XV веку инны функционировали как университет, подобно Оксфордскому и Кембриджскому университетам, хотя и очень специализированный по своему назначению. В связи с частым отсутствием сторон в исках во время крестовых походов, важность роли адвоката чрезвычайно возросла, и спрос на адвокатов увеличился.
Традиционно Оксфорд и Кембридж не считали общее право достойным академического изучения, и включали курсовую работу по праву только в контексте канонического и гражданского права (два «закона» в первоначальном курсе Бакалавра права, который таким образом стал Бакалавром гражданского права, когда изучение канонического права было запрещено после Реформации) и только с целью изучения философии или истории. Вследствие необходимости практического образования в области права возникла программа ученичества для солиситоров, структурированная и регулируемая теми же правилами, что и программы ученичества для ремесленников. Подготовка солиситоров путём пятилетнего ученичества была официально закреплена Законом об адвокатах и солиситорах 1728 года. Уильям Блэкстон стал первым лектором по английскому общему праву в Оксфордском университете в 1753 году, но университет не создавал программу с целью профессионального обучения, и лекции носили очень философский и теоретический характер. Блэкстон настаивал на том, что изучение права должно быть университетским, где можно сосредоточиться на основополагающих принципах, а не на деталях и процедурах, которые обеспечиваются ученичеством и судебными иннами.
В 1821 году в закон 1728 года были внесены поправки, сократившие срок обязательного ученичества до трёх лет для выпускников Оксфорда, Кембриджа и Дублина, окончивших юридические или гуманитарные факультеты, поскольку «приём таких выпускников должен быть облегчён, принимая во внимание знания и способности, необходимые для получения такой степени». В 1837 году этот закон был расширен, чтобы охватить недавно созданные университеты Дарема и Лондона, а в 1851 году — новый Университет королевы Ирландии.
Судебные инны продолжали существовать, но стали менее эффективными, а приём в адвокатуру по-прежнему не требовал значительной образовательной деятельности или сдачи экзаменов. В 1846 году парламент рассмотрел вопрос об образовании и подготовке будущих барристеров, и пришёл к выводу, что эта система уступает европейской и американской, поскольку Великобритания не регулировала приём барристеров. Поэтому было предложено создать официальные юридические школы, но окончательно они были созданы только в конце века, и даже тогда адвокатура не учитывала университетский диплом при принятии решений о приёме.
До середины XIX века большинство юридических степеней в Англии (BCL в Оксфорде и Дареме и LLB в Лондоне) были последипломными степенями, получаемыми после первоначальной степени в области искусств. Кембриджская степень, которую по-разному называют BCL, BL или LLB, была исключением: для её получения требовалось шесть лет с момента получения аттестата зрелости, но только три из них нужно было прожить в резиденции, и наличие степени бакалавра не требовалось (хотя те, кто не имел степени бакалавра, должны были представить сертификат, подтверждающий, что они не только проживали в резиденции, но и посещали лекции по крайней мере три семестра). Эти степени специализировались на римском гражданском праве, а не на английском общем праве, поскольку последнее было прерогативой судебных иннов, и поэтому они были скорее теоретическими, чем практически полезными. Кембридж восстановил степень LLB в 1858 году как курс бакалавриата, а Лондонский LLB, который ранее требовал минимум один год после бакалавриата, стал бакалавриатом в 1866 году. Более старая номенклатура продолжает использоваться для BCL в Оксфорде сегодня, которая является программой уровня магистратуры, в то время как Кембридж перевел свой LLB обратно в разряд аспирантуры в 1922 году, но переименовал его в LLM только в 1982 году.
В период между 1960-ми и 1990-ми годами юридические факультеты в Англии стали играть более важную роль в подготовке юристов и, соответственно, улучшили охват передовых юридических тем, чтобы стать более профессионально значимыми. За тот же период американские юридические школы стали более научными и менее профессионально ориентированными, так что в 1996 году Лангбейн мог написать: «Этот контраст между английскими юридическими школами как храмами науки и американскими юридическими школами как центрами подготовки к профессии больше не имеет ни малейшего отношения к реальности».

### Юридическая подготовка в колониальной Северной Америке и Соединённых Штатах XIX века

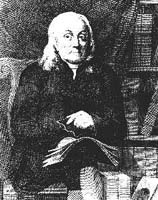
Рив, Таппинг, основатель первой юридической школы в Северной Америке, юридической школы в Личфилде, в 1773 году

Первоначально в колониальной Северной Америке существовало большое сопротивление адвокатам из-за той роли, которую они играли в иерархической Англии, но постепенно колониальные правительства начали пользоваться услугами профессионалов, прошедших обучение в судебных иннах в Лондоне, и к концу Американской революции в каждом штате существовала функциональная адвокатура. Из-за первоначального недоверия к профессии, открытой только для элиты в Англии, по мере развития институтов обучения в том, что стало Соединёнными Штатами, они стали сильно отличаться от английских.
Первоначально в Соединённых Штатах профессиональные юристы обучались и приезжали из Англии. Официальная программа ученичества или клерчества была создана сначала в Нью-Йорке в 1730 году — в то время требовалось семилетнее ученичество, а в 1756 году в дополнение к пяти годам работы клерком и сдаче экзаменов было необходимо получить диплом четырёхлетнего колледжа. Позже требования были снижены и теперь требовалось только два года обучения в колледже, но система, подобная иннам, не развивалась, а высшее образование не требовалось в Англии до XIX века, так что эта система была уникальной.
Программа клерков требовала индивидуального обучения, а юрист-наставник должен был тщательно подбирать материалы для изучения и направлять клерка в изучении закона и следить за его усвоением. Предполагалось, что студент будет делать записи о прочтении закона в «общую книгу», которую он будет стараться запомнить. Хотя таковы были идеалы, в реальности клерки часто были перегружены работой и редко могли изучать закон индивидуально, как ожидалось. Они часто занимались утомительными делами, например, делали рукописные копии документов. Поиск достаточного количества юридических текстов также был серьёзной проблемой, и не было никакой стандартизации в книгах, назначаемых клеркам-стажёрам, поскольку их назначал наставник, мнение которого о законе могло сильно отличаться от мнения его коллег.
Один из известных адвокатов США, Уильям Ливингстон, в 1745 году в нью-йоркской газете заявил, что программа клерков имеет серьёзные недостатки, и что большинство наставников

«не проявляют ни малейшей заботы о будущем благополучии своего клерка… [Это] чудовищная нелепость — полагать, что закон должен изучаться путем постоянного копирования прецедентов». 
Оригинальный текст (англ.)have no manner of concern for their clerk's future welfare ... [T]is a monstrous absurdity to suppose, that the law is to be learnt by a perpetual copying of precedents
— 
Было несколько наставников, которые посвятили себя этой службе, и из-за своей редкости они стали настолько востребованными, что первые юридические школы развились из офисов некоторых из этих адвокатов, которые набрали много клерков и стали уделять больше времени обучению, чем юридической практике.
Со временем программа ученичества была признана недостаточной для подготовки юристов, полностью способных удовлетворять потребности своих клиентов. Стажёров часто нанимали для выполнения рутинной работы, и хотя они были хорошо обучены повседневной деятельности юридической конторы, они, как правило, не были подготовленными практиками. Создание официальных юридических факультетов в американских университетах произошло только во второй половине XVIII века. С началом Американской революции эмиграция юристов из Великобритании прекратилась. Первой юридической степенью, присвоенной университетом США, была степень бакалавра права в 1793 году в Колледже Вильгельма и Марии, которая сокращенно называлась L.B.; Гарвард стал первым университетом, который использовал аббревиатуру LL.B. в Соединённых Штатах.
Первые университетские юридические программы в Соединённых Штатах, такие как программа Мэрилендского университета, основанного в 1812 году, включали много теоретических и философских исследований, включая Библию, работы Цицерона, Сенеки, Аристотеля, Адама Смита, Монтескьё и Гроция. Было сказано, что ранние университетские юридические школы начала XIX века, казалось, готовили студентов к карьере государственных деятелей, а не юристов. На программах LL.B. в начале 1900-х годов в Стэнфордском университете и Йельском университете продолжали включать «изучение культуры», которое включало курсы по языкам, математике и экономике.
В 1850-х годах существовало множество частных школ, возникших в результате того, что практикующий юрист брал несколько учеников и создавал школу, которая давала практическое юридическое образование, в отличие от университетского, которое давало образование в области теории, истории и философии права. Университеты предполагали, что приобретение навыков произойдет на практике, в то время как школы концентрировались на практических навыках во время обучения.

#### Революционный подход: научное изучение права

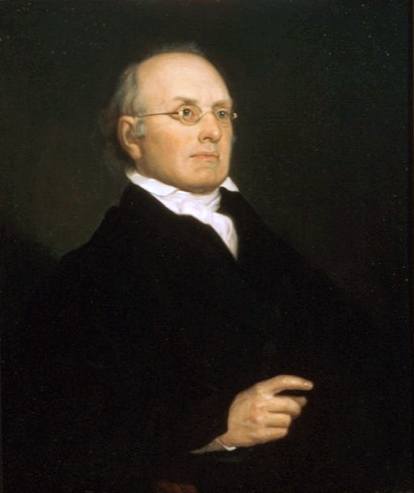
Джозеф Стори, судья Верховного суда США, преподаватель права в Гарварде и сторонник «научного изучения права».

Отчасти для того, чтобы конкурировать с небольшими профессиональными юридическими школами, в университетском юридическом образовании США начались большие перемены. В течение короткого времени, начиная с 1826 года, Йель начал предлагать полный «курс практиков», который длился два года и включал практические курсы, такие как составление состязательных бумаг. Судья Верховного суда США, Джозеф Стори, в XIX веке начал перемены в юридическом образовании в Гарварде, когда он выступил за более «научное изучение» права. В то время он был преподавателем в Гарварде. Таким образом, в Гарварде обучение в значительной степени напоминало подход к юридическому образованию по типу торговой школы, в отличие от более гуманитарного образования, за которое выступали Блэкстон в Оксфорде и Джефферсон в колледже Вильгельма и Марии. Тем не менее, среди преподавателей продолжались споры о том, должно ли юридическое образование быть более профессиональным, как в частных юридических школах, или с использованием строгого научного метода, такого как разработанный Стори и Лэнгделлом. По словам Дорси Эллиса, «Лэнгделл рассматривал право как науку, а юридическую библиотеку — как лабораторию, причем дела служили основой для изучения тех „принципов или доктрин“, из которых состоит право, рассматриваемое как наука». Тем не менее, в 1900 году в большинстве штатов не требовалось университетское образование (хотя часто требовалось ученичество), а большинство практикующих юристов не посещали юридические школы или колледжи. 
Поэтому современная система юридического образования в США представляет собой сочетание преподавания права как науки и практического навыка, с применением таких элементов, как клиническая подготовка, которая стала неотъемлемой частью юридического образования в США и в программе обучения J.D.

## Создание степени J.D. и основные подходы общего права к юридическому образованию
Степень доктора юриспруденции (J.D.) возникла в Соединённых Штатах в ходе движения за улучшение подготовки специалистов. До появления J.D. студенты-юристы поступали на юридический факультет либо только с аттестатом о среднем образовании, либо с меньшим объёмом образования, чем требуется для получения степени бакалавра. Программа LL.B. просуществовала до середины XX-го века, после чего законченная степень бакалавра стала обязательным требованием практически для всех студентов, поступающих на юридический факультет. Дидактические подходы, ставшие результатом этого, были революционными для университетского образования и постепенно внедрялись за пределами США, но только недавно (примерно с 1997 года) и поэтапно. Степени, появившиеся в результате этого нового подхода, такие как магистр права и доктор права, отличаются от своих европейских аналогов так же, как и образовательные подходы.

### Юридическое образование в Соединённых Штатах
Профессиональные докторские степени были разработаны в Соединённых Штатах в XIX веке, первой была степень доктора медицины в 1807 году, но в то время правовая система в Соединённых Штатах всё ещё находилась в стадии развития, как и образовательные учреждения, и статус юридической профессии в то время был всё ещё неоднозначным, поэтому для развития профессиональной юридической степени потребовалось больше времени. Даже когда некоторые университеты предлагали обучение в области права, они не предлагали степень. Поскольку в Соединённых Штатах не было судебных иннов, а английские академические степени не обеспечивали необходимой профессиональной подготовки, модели Англии были неприменимы, и для развития программы получения степени потребовалось некоторое время.
Сначала эта степень имела форму бакалавра права (как в Колледже Вильгельма и Марии), но затем Гарвард, стремясь привнести легитимность через атрибуты Оксфорда и Кембриджа, ввёл степень бакалавра права. Решение о присвоении степени бакалавра права могло быть связано с тем, что для поступления в большинство американских юридических школ XIX века требовалось только удовлетворительное окончание средней школы. Тем не менее, в то время эта степень вызывала определённые споры, поскольку это была профессиональная подготовка без какого-либо культурного или классического образования, необходимого для получения степени в Англии, где вплоть до XIX века перед получением степени бакалавра права (LLB) или бакалавра права (BCL) необходимо было получить общее образование. Таким образом, несмотря на то, что название английской степени LL.B. было введено в Гарварде, программа в США, тем не менее, была задумана как первая степень, которая, в отличие от английской степени бакалавра права, давала практическую или профессиональную подготовку в области права.

#### Создание степени доктора юриспруденции

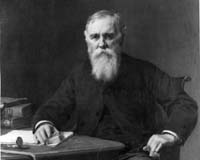
Лэнгделл, Кристофер Колумбус, один из учёных, учредивших степень доктора юриспруденции в Гарварде

В середине XIX века качество юридического образования в США вызывало серьёзную озабоченность. Кристофер Лэнгделл занимал должность декана Гарвардской школы права с 1870 по 1895 годы и посвятил свою жизнь реформированию юридического образования в США. Историк Роберт Стивенс писал, что «целью Лэнгделла было превратить профессию юриста в университетское образование — и не на уровне бакалавриата, а через три года после получения степени бакалавра». Такое обучение на уровне магистратуры позволило бы проводить интенсивную юридическую подготовку, разработанную Лэнгделлом, известную как метод кейсов (метод изучения знаковых дел) и метод Сократа (метод изучения студентами аргументации суда в изучаемых делах). Поэтому было предложено создать высшую юридическую степень высокого уровня — Juris Doctor, внедрив в дидактику метод кейсов и сократический метод. По словам профессора Джозефа Била, выпускника Гарвардского университета 1882 года, одним из главных аргументов в пользу изменений было единообразие. Все четыре профессиональные школы Гарварда — богословие, право, медицина, искусство и науки — были академическими, и поэтому их дипломы признавались дипломами второй высшей степени. Две из них присваивали докторскую степень, а две другие — степень бакалавра. Переход от LL.B. к J.D. был призван положить конец «этой дискриминации, практике присвоения первой профессиональной степени лицам, которые уже имеют основную степень образования». J.D. была предложена в качестве эквивалента немецкого J.U.D., чтобы отразить углубленное обучение, необходимое для того, чтобы быть эффективным юристом.
Школа права Чикагского университета первой предложила студентам степень J.D. в 1902 году, когда она была лишь одной из пяти юридических школ, требовавших от своих абитуриентов наличия высшего образования. В то время как Гарвард ещё не утвердил эту степень, она была введена во многих других юридических школах, включая юридические школы Нью-Йоркского университета, Беркли, Мичигана и Стэнфорда. В силу традиций и опасений, что менее известные университеты внедрят программу J.D., выдающиеся восточные юридические школы, такие как Гарвард, Йель и Колумбия, отказались внедрять эту степень. Гарвард, например, отказался вводить степень J.D., даже несмотря на то, что в 1909 году ограничил приём только студентами с высшим образованием. Действительно, давление со стороны восточных юридических школ привело к тому, что почти все юридические школы (за исключением Чикагского университета и других юридических школ в Иллинойсе) отказались от J.D. и вновь приняли LL.B. в качестве первой юридической степени к 1930-м годам. К 1962 году степень J.D. редко встречалась за пределами Среднего Запада.
После 1930-х годов степени LL.B. и J.D. сосуществовали в некоторых американских юридических школах. Некоторые юридические школы, особенно в Иллинойсе и на Среднем Западе, присуждали обе степени (например, Университет Маркетт, начиная с 1926 года), присуждая степень доктора права только тем, кто имел степень бакалавра (в отличие от двух или трёх лет обучения в колледже до поступления на юридический факультет), и тем, кто соответствовал более высоким академическим стандартам в бакалавриате, закончив диссертацию на третьем курсе юридического факультета. Поскольку степень J.D. не имела преимуществ при приёме в адвокатуру или при трудоустройстве, подавляющее большинство студентов Маркетт предпочитали получать степень LL.B.
Поскольку в 1950-х и 1960-х годах всё больше студентов-юристов поступали в юридические школы с дипломами колледжей, ряд юридических школ, возможно, ввели степень J.D., чтобы стимулировать студентов-юристов завершить обучение в бакалавриате. По состоянию на 1961 год в США оставалось 15 юридических школ, аккредитованных ABA, которые присуждали степени LL.B. и J.D.. Тринадцать из 15 были расположены на Среднем Западе, что может свидетельствовать о региональных различиях в США.
Только после 1962 года новый толчок — на этот раз начавшийся в менее известных юридических школах — успешно привел к всеобщему принятию степени J.D. в качестве первой юридической степени. Переломный момент, по-видимому, наступил, когда секция ABA по юридическому образованию и приёму в адвокатуру единогласно приняла резолюцию, рекомендующую всем утверждённым юридическим школам положительно рассмотреть вопрос о присвоении степени J.D. в качестве первой профессиональной степени, в 1962 и 1963 годах. К 1960-м годам большинство студентов-юристов были выпускниками колледжей, а к концу этого десятилетия почти все они были обязаны быть таковыми. Поддержка студентов и выпускников была ключевой в переходе от LL.B. на степень доктора права, и даже самые известные учебные заведения были убеждены в необходимости изменений: Колумбийский и Гарвардский университеты в 1969 году, а Йель (последний) в 1971 году. Тем не менее, LL.B. в Йеле сохранил дидактические изменения «курсов практиков» 1826 года и сильно отличался от LL.B. в странах общего права, кроме Канады.
Следуя стандартной современной академической практике, Гарвардская юридическая школа называет свои степени магистра права и доктора юридических наук академическими юридическими степенями. Аналогично, Колумбийский университет называет LL.M. и J.S.D. своими академическими степенями. Йельская юридическая школа называет свои LL.M., M.S.L., J.S.D. и Ph.D. академическими степенями. Таким образом, в США сохраняется различие между профессиональными и академическими юридическими степенями.

### Основные подходы к общему праву
Английская правовая система является основой систем других стран общего права, например, Соединённых Штатов. Первоначально юристы общего права в Англии обучались исключительно в судебных иннах. Несмотря на то, что с момента начала обучения общему праву Блэкстоуном в Оксфорде прошло почти 150 лет, прежде чем университетское образование стало частью подготовки юристов в Англии и Уэльсе, LL.B. в конечном итоге стал степенью, которую обычно получают, прежде чем стать юристом. В Англии и Уэльсе LL.B. — это научная программа бакалавриата, и хотя она (при условии, что это квалификационная юридическая степень) удовлетворяет академическим требованиям для того, чтобы стать юристом, перед получением лицензии в этой юрисдикции требуется дальнейшая профессиональная подготовка в качестве барристера (курс профессиональной подготовки адвокатов с последующим ученичеством) или солиситора (курс юридической практики с последующим «периодом признанной подготовки»). В большинстве английских университетов квалификационной юридической степенью является степень LLB, хотя в некоторых, включая Оксфорд и Кембридж, это степень бакалавра права. Обе эти степени могут быть получены со «старшим статусом» за два года теми, кто уже имеет степень бакалавра по другой дисциплине. Несколько университетов предлагают «освобождающие» степени, обычно интегрированные магистерские степени, обозначаемые как Master in Law (MLaw), которые объединяют квалификационную юридическую степень с курсом юридической практики или курсом профессиональной подготовки адвокатов в четырёхлетнюю программу для поступающих в бакалавриат.
Юридическое образование в Канаде имеет уникальные отличия от других стран Содружества. Несмотря на то, что правовая система Канады в основном является копией английской системы (за исключением Квебека), канадская система уникальна тем, что здесь нет судебных коллегий, практическое обучение проходит в офисе барристера и солиситора с членством в юридическом обществе, а с 1889 года наличие университетского диплома является обязательным условием для клерков. Образование в юридических школах Канады было похоже на образование в США на рубеже XX-го века, но с большей концентрацией на составлении и толковании законов и элементами либерального образования. На ассоциации адвокатов в Канаде повлияли изменения, произошедшие в Гарварде, и они иногда быстрее внедряли на национальном уровне изменения, предложенные в США, например, требование предшествующего высшего образования перед изучением права.

## Современные варианты и учебные программы
Юридическое образование коренится в истории и структуре правовой системы той юрисдикции, в которой даётся образование; поэтому юридические степени сильно отличаются в разных странах, что делает сравнение между степенями проблематичным. Это оказалось верным в контексте различных форм J.D., которые были внедрены во всём мире.
Примерно до 1997 года степень J.D. была присуща только юридическим школам в США. Но с ростом международного успеха юридических фирм из США и увеличением числа студентов из-за пределов США, посещающих американские юридические школы, адвокаты со степенью J.D. становятся все более распространенными на международном уровне. Поэтому престиж степени J.D. также вырос, и многие университеты за пределами США начали предлагать степень J.D.. Такие учебные заведения обычно стремятся присвоить только название степени, и иногда программа обучения по новой степени J.D. совпадает с программой обучения по традиционной юридической специальности, которая обычно имеет более научную направленность, чем профессиональная подготовка, предполагаемая степенью J.D., созданной в США. Таким образом, в университетах по всему миру можно наблюдать различные характеристики степени J.D.
| Юрисдикция                | Научный контент | Продолжительность (лет) | Отличающаяся учебная программа от LL.B. (бакалавра) в юрисдикции | Требование дальнейшего обучения для получения лицензии |
| ------------------------- | --------------- | ----------------------- | ---------------------------------------------------------------- | ------------------------------------------------------ |
| Австралия                 | Нет             | 3                       | Да                                                               | Да                                                     |
| Канада                    | Нет             | 3                       | Нет                                                              | Да                                                     |
| Гонконг                   | Нет             | 2-3                     | Нет                                                              | Да                                                     |
| Япония                    | Нет             | 2-3                     | Да                                                               | Да                                                     |
| Филиппины                 | Нет             | 4                       | Разные варианты                                                  | Нет                                                    |
| Сингапур                  | Нет             | 2-3                     | Нет                                                              | Да                                                     |
| Великобритания            | Нет             | 3-4                     | Да                                                               | Да                                                     |
| Соединённые Штаты Америки | Да              | 3                       | Нет                                                              | Нет                                                    |

### Виды и характеристики
До недавнего времени только юридические школы в Соединённых Штатах предлагали степень доктора юриспруденции. Начиная с 1997 года, университеты других стран начали вводить J.D. в качестве первой профессиональной степени в области права, с различиями, соответствующими правовым системам стран, в которых расположены эти юридические школы.

#### Стандартная программа обучения на степень доктора юриспруденции
Как утверждают Джеймс Холл и Лэнгделл, два человека, участвовавшие в создании программы J.D., J.D. — это профессиональная степень, подобно M.D., предназначенная для подготовки практикующих юристов с помощью научного подхода к анализу и преподаванию права с помощью логики и состязательного анализа (например, с помощью книги прецедентов и сократических методов). В таком виде она существует в США уже более 100 лет, и поэтому её можно назвать «стандартной» или «традиционной» программой J.D. Для поступления на программу J.D. обычно требуется степень бакалавра, хотя иногда это требование отменяется.
Программа обучения для получения этой степени остаётся практически неизменной с момента её создания и представляет собой интенсивное изучение материального права и его профессионального применения (и поэтому не требует написания диссертации, хотя иногда требуется длительный письменный проект). Как профессиональное обучение, он обеспечивает достаточную подготовку для поступления на практику (для сдачи экзамена на звание адвоката стажировка не требуется). Для этого требуется не менее трёх академических лет очного обучения. Хотя в США J.D. является докторской степенью, адвокаты обычно используют суффикс «Esq.» в отличие от префикса «Dr.», и то только в профессиональном контексте, когда необходимо предупредить других, что они являются предвзятой стороной — действуют как агент своего клиента.

#### Замена для LL.B.
Первоначальная попытка переименовать LL.B. в J.D. в США в начале XX века началась с петиции в Гарварде в 1902 году. Она была отклонена, но идея прижилась в новых юридических школах, созданных в Чикагском университете и других университетах, и к 1925 году 80 % юридических школ США присваивали степень J.D. выпускникам, ограничивая при этом выпускников бакалавриата (которые следовали той же программе обучения) степенью LL.B. Однако Гарвард, Йель и Колумбия отклонили это изменение, и к концу 1920-х годов школы стали отказываться от степени J.D. и снова присваивать только степень LL.B., и только юридические школы штата Иллинойс остались в стороне. Ситуация изменилась в 1960-х годах, когда почти все абитуриенты юридических школ имели высшее образование. В 1962 году была вновь введена степень доктора права, а к 1971 году она заменила степень бакалавра права, опять же без каких-либо изменений в учебном плане, причём многие школы пошли дальше и стали предлагать степень доктора права выпускникам бакалавриата за небольшую плату.
В университетах Канады и Австралии есть юридические программы, которые очень похожи на программы J.D. в США. К ним относятся Университет Королевы, Университет Томпсона Риверса, Университет Британской Колумбии, Университет Альберты, Университет Виктории, Университет Монктона, Университет Калгари, Университет Саскачевана, Университет Манитобы, Университет Виндзора, Университет Оттавы, Университет Западного Онтарио, Йоркский университет и Университет Торонто в Канаде, RMIT и Университет Мельбурна в Австралии. Поэтому, когда в этих учебных заведениях была введена программа J.D., она была простым переименованием их программы второго высшего образования LL.B. и не повлекла за собой существенных изменений в их учебных планах. Причина, по которой это было сделано, заключается в международной популярности и узнаваемости программы J.D., а также в необходимости признать требовательные характеристики программы для выпускников.
Поскольку эти программы находятся в учебных заведениях, на которые оказали сильное влияние британские институты, программы J.D. часто содержат небольшой научный элемент (см. выше таблицу «Сравнение вариантов J.D.»). А поскольку правовые системы также находятся под влиянием британской, перед тем как получить лицензию на практику, необходимо пройти стажировку (см. разделы по странам ниже, в разделе «Описание J.D. за пределами США»).

### Описание программы J.D. за пределами США

#### Австралия
Традиционным юридическим образованием в Австралии является бакалавр права (LLB), однако в 2010-х годах произошёл значительный сдвиг в сторону JD, и теперь некоторые австралийские университеты предлагают программу JD, в том числе университеты с наилучшим рейтингом (например, Университет Нового Южного Уэльса, Сиднейский университет, Австралийский национальный университет, Мельбурнский университет и Университет Монаша).
Как правило, университеты, предлагающие JD, также предлагают LLB, хотя в некоторых университетах предлагается только JD и только на уровне аспирантуры. В связи с недавними изменениями в структуре бакалавриата некоторые университеты, например, Мельбурнский университет, разрешают изучать право только на уровне аспирантуры, а JD полностью заменил LLB.
Австралийская степень доктора юриспруденции состоит из трёх лет очного обучения или его эквивалента. Курс обучения в разных университетах различается, хотя все они обязаны преподавать 11 предметов по программе Пристли в соответствии с требованиями приёмных комиссий штатов Австралии. JD считаются эквивалентными LLB, и для поступления в качестве юриста необходимо выполнить те же требования практической юридической подготовки.
В Австралийской системе квалификаций степень Juris Doctor классифицируется как «степень магистра (расширенная)», при этом для использования названия Juris Doctor было сделано исключение (другие подобные исключения включают Doctor of Medicine, Doctor of Dentistry и Doctor of Veterinary Medicine). Она не может быть названа докторской степенью, а её обладатели не могут использовать титул «доктор». Наряду с другими расширенными магистерскими степенями, для получения степени JD требуется от трёх до четырёх лет после как минимум трёхлетнего бакалавриата.

#### Канада
Степень J.D. является доминирующей степенью общего права в Канаде, заменив традиционную степень LL.B., распространённую в странах Содружества. Университет Торонто стал первым, кто переименовал свою юридическую степень из LL.B. в J.D. в 2001 году. Как и в случае со степенью LL.B. второго набора, для поступления в университет Торонто на программу Juris Doctor абитуриенты должны пройти минимум два или три года обучения на степень бакалавра и набрать высокий балл на Североамериканском вступительном экзамене в юридическую школу. На практике почти все успешные абитуриенты получили одну или несколько степеней до поступления в канадскую школу общего права, хотя, несмотря на это, она, наряду с другими первыми профессиональными степенями, считается квалификацией уровня бакалавра. Все канадские программы Juris Doctor — трёхлетние, и имеют схожее содержание обязательных курсов первого года обучения. Обязательные курсы первого года обучения в канадских юридических школах за пределами Квебека включают государственное право (то есть провинциальное право, конституционное право и административное право), имущественное право, деликтное право, договорное право, уголовное право и юридические исследования и письмо.
Помимо первого курса и других курсов, необходимых для получения диплома, выбор курсов осуществляется по выбору с различными направлениями, такими как коммерческое и корпоративное право, налогообложение, международное право, право природных ресурсов, сделки с недвижимостью, трудовое право, уголовное право и право аборигенов. После окончания аккредитованной юридической школы юридическое общество каждой провинции или территории требует прохождения курса или экзамена для допуска к адвокатской деятельности и периода контролируемого «аргументирования» до начала самостоятельной практики.
Использование обозначения «J.D.» канадскими юридическими школами не означает, что они делают акцент на американском праве, а скорее отличает канадские юридические степени от английских, которые не требуют предварительного обучения на бакалавриате. Канадский J.D. — это степень по канадскому праву. Соответственно, юрисдикции США, кроме Нью-Йорка и Массачусетса, не признают канадские степени Juris Doctor автоматически. Это эквивалентно тому, как относятся к выпускникам J.D. США в канадских юрисдикциях, таких как Онтарио. Чтобы подготовить выпускников к практике в юрисдикциях по обе стороны границы, некоторые пары юридических школ разработали совместные канадско-американские программы J.D. По состоянию на 2018 год к ним относятся трёхлетняя программа, реализуемая одновременно в Университете Виндзора и Университете Детройт Мерси, а также четырёхлетняя программа с Университетом Оттавы и Мичиганским государственным университетом или Американским университетом, в рамках которой студенты проводят два года обучения по обе стороны границы. Ранее юридический факультет Нью-Йоркского университета (NYU) и юридический факультет Osgoode Hall предлагали аналогичную программу, но с тех пор она была прекращена.
Двумя заметными исключениями являются Монреальский университет и Шербрукский университет, которые предлагают годичную программу J.D., предназначенную для выпускников гражданского права Квебека с целью получения юридической практики либо в других регионах Канады, либо в штате Нью-Йорк.
Йоркский университет предлагал степень доктора юриспруденции (D.Jur.) в качестве научной степени до 2002 года, когда название программы было изменено на Ph.D. in law.

#### Китай
В Китайской Народной Республике (КНР) степень доктора юриспруденции обычно не присуждается. Вместо этого присуждается степень J.M. (Juris Magister) — аналог JD в США, профессиональная степень в области права в Китае. Основная юридическая степень в КНР — бакалавр права. Осенью 2008 года в Шэньчжэньском кампусе Пекинского университета начала работу Школа транснационального права, которая предлагает образование в американском стиле и присуждает как китайскую степень магистра, так и, по специальному разрешению правительства, степень доктора права.

#### Гонконг
(кит. трад. 法律博士, кант. Faat Leot Bok Si). В настоящее время степень J.D. предлагается в Китайском университете Гонконга, Гонконгский университет, и Городском университете Гонконга. Степень J.D. в Гонконге почти идентична степени LL.B. и предназначена для выпускников неюридических специальностей, но J.D. считается степенью высшего уровня и требует защиты диссертации или дипломной работы. Как и в случае с LL.B., в обязательных курсовых работах много научного содержания. Хотя университеты, предлагающие эту степень, утверждают, что J.D. — это двухлетняя программа, получение степени за два года потребует обучения в течение летнего семестра. Несмотря на название, JD считается магистерской степенью в университетах, которые предлагают её в Гонконге, и она позиционируется как магистерская в Гонконгской квалификационной системе.
Ни LL.B., ни J.D. не дают образования, достаточного для получения лицензии на практику, поскольку выпускники обеих специальностей также должны пройти курс PCLL и стажировку солиситора или ученика барристера.

#### Италия
В Италии степень J.D. известна как Laurea Magistrale in Giurisprudenza. В рамках Болонского процесса это степень магистра. Она включает в себя 5 лет обучения и выпускную диссертацию. Выпускники получают звание «dottore magistrale in giurisprudenza» и могут зарегистрироваться в любой итальянской адвокатуре, пройдя 18-месячную подготовку, необходимую для сдачи квалификационного экзамена.

#### Япония
В Японии степень доктора права известна как хому хакуси (яп. 法務博士, hōmu hakushi). Программа обычно длится три года. Также предлагаются двухгодичные программы J.D. для абитуриентов с юридическими знаниями (в основном, обладателей степени бакалавра права). Эта программа профессионально ориентирована, но не даёт образования, достаточного для получения лицензии на адвокатскую практику в Японии, поскольку все кандидаты на получение лицензии должны пройти 12-месячную практику в Юридическом учебно-исследовательском институте после сдачи экзамена на адвоката. Как и в США, степень доктора юриспруденции в Японии классифицируется как профессиональная степень (яп. 専門職, senmonshoku), которая отделена от «академической» последипломной последовательности магистерских и докторских степеней.

#### Мексика
В Мексике для того, чтобы стать лицензированным юристом, человек должен иметь степень бакалавра права (Licenciado en Derecho), которую можно получить через четыре-пять лет академического обучения и сдачи выпускных экзаменов. После окончания бакалавриата можно получить степень магистра (Maestría), эквивалентную степени магистра. Для получения этой степени требуется два-три года академического обучения. Наконец, можно учиться ещё три года, чтобы получить степень доктора права (Doctor en Derecho), которая является научной степенью докторского уровня. Поскольку большинство университетов и юридических школ должны получить разрешение от Секретариата народного образования (Secretaría de Educación Pública) через Главное управление профессий (Dirección General de Profesiones), все академические программы в государственных и частных юридических школах по всей стране одинаковы.

#### Филиппины
На Филиппинах J.D. существует наряду с более распространённой степенью LL.B. Как и стандартная LL.B., она требует четырёх лет обучения; считается выпускной степенью и требует предварительного обучения в бакалавриате в качестве предварительного условия для поступления и охватывает основные предметы, необходимые для сдачи экзаменов на адвоката. Однако для получения степени J.D. студентам необходимо пройти основные предметы, необходимые для сдачи экзаменов на адвоката, всего за 2,5 года; пройти курсы по выбору (такие как теория права, философия и иногда даже теология); пройти стажировку; написать и защитить диссертацию.
Впервые на Филиппинах эта степень была присвоена юридическим факультетом Атенео де Манила, который впервые разработал типовую программу, принятую впоследствии большинством учебных заведений, предлагающих степень доктора права. После Атенео такие учебные заведения, как юридический колледж Университета Батангаса, юридический колледж Университета Святого Ла Салля и юридический колледж Де Ла Салля Липа, начали предлагать степень доктора права, Такие учебные заведения, как Институт права Дальневосточного университета, совместно с Колледжем бизнеса Рамона В. Дель Розарио Университета Де Ла Салль предложили первую в стране программу J.D. — MBA. В 2008 году Юридический колледж Филиппинского университета начал присваивать степень J.D. своим выпускникам, чтобы точно отразить характер образования, которое предоставляет университет, поскольку «номенклатура не совсем точно отражает тот факт, что LL.B. является профессиональной, а также послебакалаврской степенью». В 2009 году Pamantasan ng Lungsod ng Maynila (PLM) и Юридический колледж Университета Силлиман также переименовали свои программы LL. B на программу Juris Doctor, применив это изменение к поступающим первокурсникам в 2009—2010 учебном году. Недавно созданный юридический колледж Университета Де Ла Салле также предлагает программу J.D., хотя он будет предлагать программу по трехсеместровому календарю, в отличие от типового учебного плана, в котором используется семестровый календарь.

#### Сингапур
Степень доктора юриспруденции (JD) предлагается в Сингапурском университете социальных наук (SUSS) и Сингапурском университете управления (SMU) и рассматривается как квалификационная юридическая степень для целей допуска к юридической профессии в Сингапуре. Выпускник этих программ является «квалифицированным лицом» в соответствии с сингапурским законодательством, регулирующим допуск к юридической профессии, и имеет право на допуск к сингапурской адвокатуре.
Однако, как и его аналог — бакалавр права (LLB), полученный в Национальном университете Сингапура, Сингапурском университете социальных наук, Сингапурском университете управления или в признанных зарубежных университетах («одобренные университеты»), степень доктора права сама по себе не является достаточной для получения юридической профессии в Сингапуре. Квалифицированные лица всё ещё должны соответствовать другим критериям для приёма в Сингапурскую коллегию адвокатов, наиболее важными из которых являются сдача части B экзаменов Сингапурской коллегии адвокатов и завершение контракта на обучение практике.

#### Великобритания
В 2014 году Агентство по обеспечению качества высшего образования провело консультации о включении «доктора юриспруденции» в Рамочную систему квалификаций высшего образования Великобритании в качестве исключения из правила, согласно которому «доктор» должен использоваться только в докторских степенях. Было предложено, чтобы степень доктора юриспруденции присуждалась на уровне бакалавра и не давала права на использование титула «доктор». Это не было включено в окончательный вариант рамочной программы, опубликованный в 2014 году.
Единственная степень J.D., присуждаемая в настоящее время британским университетом, находится в Университете Квинс в Белфасте. Обучение для получения этой степени длится 3-4 года, и в соответствии с британской системой квалификаций считается профессиональной докторской степенью на уровне докторантуры, выше LL.M. и включает диссертацию объёмом 30 000 слов, демонстрирующую «создание и интерпретацию новых знаний, посредством оригинального исследования или другой передовой научной деятельности, такого качества, чтобы удовлетворить экспертную оценку, расширить передовые позиции в данной дисциплине и заслужить публикацию», которую необходимо сдать для получения степени.
Совместные курсы LL.B. / J.D. для очень ограниченного числа студентов предлагают Университетский колледж Лондона, Королевский колледж Лондона и Лондонская школа экономики в сотрудничестве с Колумбийским университетом в США; Колумбийский университет отвечает за присуждение степени J.D. Это четырёхлетние курсы бакалавриата, ведущие к получению как британской LL.B., так и американской J.D..
Саутгемптонский университет и Университет Суррея предлагают двухгодичные курсы для поступления в магистратуру по программе LL.B., которые называются «J.D. pathway» и предназначены в основном для канадских студентов.
Йоркский университет предлагает трёхлетнюю степень «LL.M. Law (Juris Doctor)», предназначенную для тех, кто рассчитывает на международную карьеру в области права. Формально это степень магистра права (LL.M.), но на рынке она представлена как J.D..

## В академических кругах
В Соединённых Штатах доктор юриспруденции — это степень, которая готовит получателя к профессии юриста (так же как и доктор медицины в медицине). Хотя степень J.D. является единственной степенью, необходимой для того, чтобы стать профессором права или получить лицензию на юридическую практику, она (как и степень M.D., D.O., D.D.S. или D.M.D.) не является «исследовательской степенью».
Исследовательские степени в области изучения права включают степень магистра права (LL.M.), для получения которой обычно требуется степень доктора права[152], и степень доктора юридических наук (S.J.D. / J.S.D.), для получения которой обычно требуется степень магистра права. Однако Американская ассоциация юристов выпустила заявление Совета, в котором советует юридическим школам считать степень доктора права эквивалентной степени доктора философии «для целей трудоустройства в сфере образования». Соответственно, хотя большинство профессоров права обязаны проводить оригинальные письменные работы и исследования, чтобы получить право занимать должность, большинство из них имеют степень доктора права как высшую степень. Однако исследование 2015 года показало растущую тенденцию к найму профессоров, имеющих как степень доктора права, так и доктора философии, особенно в более высокорейтинговых учебных заведениях.
Профессор Кеннет К. Мвенда раскритиковал заявление совета, указав, что в нём доктор юридических наук сравнивается только с преподавательским компонентом степени доктора философии в США, игнорируя исследовательский и диссертационный компоненты.
Центр статистики образования Министерства образования США классифицирует степень доктора права и другие профессиональные докторские степени как «степень доктора — профессиональная практика». Он классифицирует степень доктора философии и другие исследовательские степени как «степень доктора-исследователя/учёного». Среди юридических степеней он присваивает последний статус только степени доктора юридических наук.
В Европе Европейский исследовательский совет придерживается аналогичной политики, заявляя, что профессиональная степень, носящая титул «доктор», не считается эквивалентной научной степени, такой как доктор философии. Голландский и португальский национальные информационные центры академического признания классифицируют J.D., присуждаемую в США (наряду с другими профессиональными докторскими степенями), как эквивалент степени магистра, а Национальный орган по квалификациям Ирландии заявляет в отношении американской практики следующее: «'… профессиональная степень' — это первая степень, а не степень магистра, даже если она включает слово „доктор“ в названии».
Страны Содружества также часто считают степень доктора права, полученную в США, эквивалентной степени бакалавра, даже несмотря на то, что Служба гражданства и иммиграции США сообщила, что: «хотя ни одна из этих степеней, скорее всего, не эквивалентна степени доктора наук, степень доктора юридических наук или магистра считается эквивалентной степени магистра, если не выше».

## Использование титула «доктор» в США
В Соединённых Штатах было принято обращаться к обладателям степени доктора юридических наук как «доктор». В 1920-х годах, когда титул широко использовался людьми с докторскими степенями (даже теми, которые в то время были квалификацией бакалавра) и другими, было отмечено, что в этом отношении J.D. стоит особняком от других докторских степеней. Это в целом сохраняется и сегодня.
В конце 1960-х годов растущее число американских юридических школ, присуждающих степень доктора права, привело к дебатам о том, могут ли юристы с этической точки зрения использовать титул «доктор». Первые неформальные этические мнения, основанные на действовавших в то время Канонах профессиональной этики, были отрицательными. Затем они были подкреплены полным этическим заключением, которое сохраняло запрет на использование титула в юридической практике, как формы самовосхваления (за исключением стран, где использование «доктора» юристами было обычной практикой), но разрешало использование титула в академических кругах, «если учебное заведение считает степень доктора юридических наук степенью доктора». Эти заключения привели лишь к новым дебатам.
Введение Кодекса профессиональной ответственности 1969 года, казалось, решило вопрос в пользу разрешения использования титула — в тех штатах, где он был принят. Были некоторые споры о том, следует ли считать, что только доктор юридических наук на уровне Ph.D. — это титул, но мнения этиков ясно показали, что новый Кодекс позволяет обладателям степени J.D. называться «доктором», подтверждая при этом, что старые Каноны этого не делали.
Поскольку не все коллегии адвокатов штатов приняли новый кодекс, а некоторые опустили пункт, разрешающий использование титула, путаница по поводу того, могут ли адвокаты использовать титул «доктор» по этическим соображениям, продолжалась. Хотя многие коллегии адвокатов штатов теперь разрешают использование титула, некоторые запрещают его использование, если есть вероятность введения общественности в заблуждение относительно фактической квалификации адвоката (например, если у общественности может сложиться впечатление, что адвокат является доктором медицины). Возникла дискуссия о том, допустимо ли это в некоторых других ограниченных случаях. Например, в июне 2006 года Совет управляющих адвокатов Флориды постановил, что адвокат может называть себя «доктор в области права» (doctor en leyes) в рекламе на испанском языке, отменив предыдущее решение. Решение было отменено ещё раз в июле 2006 года, когда совет проголосовал за то, чтобы разрешить указывать названия степеней только на том языке, который используется в дипломе, без перевода.
Wall Street Journal в своей книге стилей специально отмечает, что «юристов, несмотря на их степень доктора права, не называют докторами», хотя титул используется (если это предпочтительно и уместно в контексте) для «лиц, имеющих докторскую степень и другие докторские степени» и для «тех, кого обычно называют „доктор“ в их профессиях в США». Многие другие газеты оставляют титул только для врачей или не используют титулы вообще. В 2011 году Mother Jones опубликовал статью, в которой утверждалось, что Мишель Бахманн искажает свою квалификацию, используя «фиктивный» титул «доктор», основанный исключительно на её степени доктора юридических наук. Позже они изменили статью, отметив, что использование титула юристами «является (с неохотой) принятой практикой в некоторых штатах, но не в других», хотя они утверждали, что он редко используется, поскольку «предполагает, что вы доктор медицины или доктор наук — и, следовательно, передаёт ложный уровень компетенции».

### Комментарии
1. ↑  По некоторым источникам, первые докторские степени по теологии в Париже были присуждены раньше, чем докторские степени по юриспруденции в Болонье[29].
2. ↑  Ссылки для проверки данных, приведенных в этой таблице, можно найти в последующих параграфах этого раздела.
3. ↑  «Нет», как было первоначально представлено, но теперь JD находится на уровне магистратуры.
4. ↑  Степень доктора юриспруденции даёт право сдавать экзамены на адвоката.